# Lenny Pickett
Lenny Pickett (Las Cruces, 10 de abril de 1954) é um músico estadunidense conhecido por integrar a banda do programa Saturday Night Live e liderar o grupo Tower of Power por muitos anos.